# 小金丸大和
小金丸 大和（こがねまる やまと、1974年9月16日- ）は、日本の劇作家、脚本家、漫画原作者。静岡県富士市出身。
富士市立吉原商業高等学校、桐朋学園大学卒業。後に東京大学大学院情報理工学系 研究科に入学。(1998年修了）劇団「演劇制作体V-NET」を主宰、小金丸名義で製作・脚本を、小林大祐名義で演出を行う。

## 主な作品

### 脚本
- スウとのんのん（TBS系ドラマ30）
- NHK木曜時代劇 夏雲あがれ ※共同脚本：宮川一郎
- NHKオーディオドラマ 冷凍人間の復活2050
- NHKオーディオドラマ 不思議屋料理店 地球レストラン
- ハンマーセッション!　TBSドラマ - 脚本・ストーリー協力

### 小説
- ハンマーセッション!R2 ルカ伝6章37節作戦の巻（講談社刊）
- シーダー☆ラック! うまレターWEB
- シーダー☆ラック! 単行本　「漆黒の魔都上海」（竹書房刊）

### 漫画原作
- ハンマーセッション!（『週刊少年マガジン』、全11巻）漫画：棚橋なもしろ（※第31話まで）
- 写楽～真説女絵師～ （『ほんとうに怖い童話』）漫画：真崎春望
- 遊撃少女遊美（『週刊ヤングマガジン』、全4巻）漫画：高橋伸輔
- VOICE CUSSION（『月刊ヒーローズ』、2015年5月号 - 、全4巻）漫画：棚橋なもしろ

### 舞台
- シアターサンモール 「2001-」
- 博品館劇場「清水の次郎長」
- 三越劇場　「清水の次郎長外伝　お蝶の奮闘記」
- 前進座劇場 劇団ヘロヘロQカムパニー公演「SYU-RA」「SYU-RA 煉」
- シアターサンモール 劇団21世紀FOX公演　「2001-」「超能力やくざ」
- 梅若能楽堂 さんにんのかい公演「新選組」
- 紀伊国屋サザンシアター さんにんのかい公演「西遊記」（動員4000名を記録）
- シアターグリーン「新耳袋」　脚本・演出（原作・木原浩勝・中山市朗「新耳袋」）
- ONE'S STUDIO　水島裕プロデュース公演「BLIND THEATER」 脚本